# Rhynchosida
Rhynchosida är ett släkte av malvaväxter. Rhynchosida ingår i familjen malvaväxter.
Kladogram enligt Catalogue of Life:
| Rhynchosida | \| \| Rhynchosida kearneyi \| \| \| \| \| \| Rhynchosida physocalyx \| \| \| \| |
|             | \| \| Rhynchosida kearneyi \| \| \| \| \| \| Rhynchosida physocalyx \| \| \| \| |
|             | Rhynchosida kearneyi                                                            |
|             |                                                                                 |
|             | Rhynchosida physocalyx                                                          |
|             |                                                                                 |